# SESC Boulevard
O Centro de Cultura e Turismo Sesc Ver-o-Peso, antigo Sesc Boulevard, é um centro cultural localizado no centro histórico de Belém (Pará), fazendo parte da instituição privada Serviço Social do Comércio (Sesc). Inaugurado em 2010, oferece ao público programações mensais e gratuitas de atividades nas diversas linguagens artísticas, como fotografia, cinema, artes visuais, teatro, dança, literatura e música. Representando um espaço de estímulo e incentivo à cultura e à produção artística local e nacional, o Sesc Ver-o-Peso atua hoje como um elemento essencial de fomento à cultura da cidade, com galeria, auditório e área para eventos.
O Sesc Ver-o-Peso desempenha importante papel na promoção de atividades de criação, produção e preservação de serviços de bem cultural, e também sua difusão, com a qual os artistas, empreendedores culturais e o público em geral são capazes de desfrutar, além de valorizar o aspecto turístico dos bairros formados nos primeiros anos de fundação da cidade. Exerce importante significado no reconhecimento dos esforços criativos desenvolvidos na região, dado que os bens criativos demandam por ambientes sociais aptos a apreciar e compartilhar inovações sociais. O perfil cultural desempenhado no local contribui no auxílio da solução de problemas sociais encontrados na realidade local, como os da educação, hostilidades raciais, criação de empregos e diminuição da criminalidade, como também, ajuda a reverter a deterioração urbana com o turismo cultural.

## Localização e Espaço
O Sesc Ver-o-Peso está situado na Avenida Boulevard Castilho França, 522/523, no bairro Campina, fazendo parte da área de entorno do Conjunto Arquitetônico e Paisagístico do Ver-o-Peso, tombado em esfera federal (IPHAN), e está inserido dentro da área do Centro Histórico de Belém, sendo considerado pelo poder público municipal (DPH/FUMBEL) como bem de interesse à preservação, sob a classificação de preservação parcial, transformando-se dessa forma em importante polo cultural de Belém. 
O nível térreo, com entrada pela Avenida Boulevard Castilho França, abriga o acesso principal e uma Central de Atendimento; no primeiro pavimento um espaço multiuso, auditório e sanitários; no segundo pavimento estão instalados um salão de eventos, salas de dança e oficinas. No terceiro pavimento fica a administração, sanitários, uma exposição de máquinas fotográficas antigas e depósito.

## Arquitetura
O prédio do Sesc Ver-o-Peso teve sua primeira etapa de construção realizada no final do século XVII, sendo tombado pela lei orgânica municipal, em 1990. Constituído a partir de um corredor de casas antigas, e sofrendo processo de deterioração, estava condenado à destruição. Visando guardar a representatividade cultural e arquitetônica, o Departamento Regional/PA desenvolveu um amplo projeto de restauração aprovado pelo Instituto do Patrimônio Histórico Nacional (IPHAN).
Quando o Sesc adquiriu o imóvel, o prédio possuía apenas duas fachadas, decorrente de um incêndio que obstruiu pisos, paredes e coberturas. Com a compra do imóvel pelo Sesc, este passou por um projeto de intervenção em 2002, elaborado por escritório local, Escala Três Arquitetura, atendendo às necessidades do proprietário, sem perder a identidade histórica do local. 
Realizada por uma das autoras do projeto, a arquiteta Roseane Norat, a intervenção partiu da realização de pesquisas iconográficas, que demonstraram os inúmeros processos de desenvolvimento da edificação, e determinaram um dos principais parâmetros norteadores da proposta de intervenção: o reconhecimento da importância histórica do edifício e sua correlação com o desenvolvimento urbanístico da cidade, originando uma conduta consciente do que merecia ser preservado e do que poderia ser transformado, atendendo à proposição do novo uso.
Outro importante aspecto de contemporaneidade foi a adequação à acessibilidade por meio da instalação de um elevador no interior do edifício e a adoção de conceitos de sustentabilidade, com a utilização de sistemas de captação de águas pluviais, pensados com uma reserva para captação de águas de chuva e todo um sistema elétrico de bombeamento que, na ausência ou diminuição das chuvas, passa a ser alimentado pelo sistema público, e representa algo ainda pouco habitual nas intervenções arquitetônicas da cidade.